# Aire d'attraction de Saint-Vallier
L'aire d'attraction de Saint-Vallier est un zonage d'étude défini par l'Insee pour caractériser l’influence de la commune de Saint-Vallier sur les communes environnantes. Publiée en octobre 2020, elle se substitue à l'aire urbaine de Saint-Vallier, qui comportait 5 communes dans le zonage de 2010.

## Définition
L'aire d'attraction d'une ville est composée d’un pôle, défini à partir de critères de population et d’emploi ainsi que d’une couronne constituée des communes dont au moins 15 % des actifs travaillent dans le pôle. Le pôle d’attraction constitue ainsi un point de convergence des déplacements domicile-travail,.

## Géographie
L’aire d'attraction de Saint-Vallier est une aire inter-départementale qui comporte 9 communes : 6 situées dans la Drôme et 3 dans l'Ardèche (Sarras, Eclassan et Ozon). 

### Carte

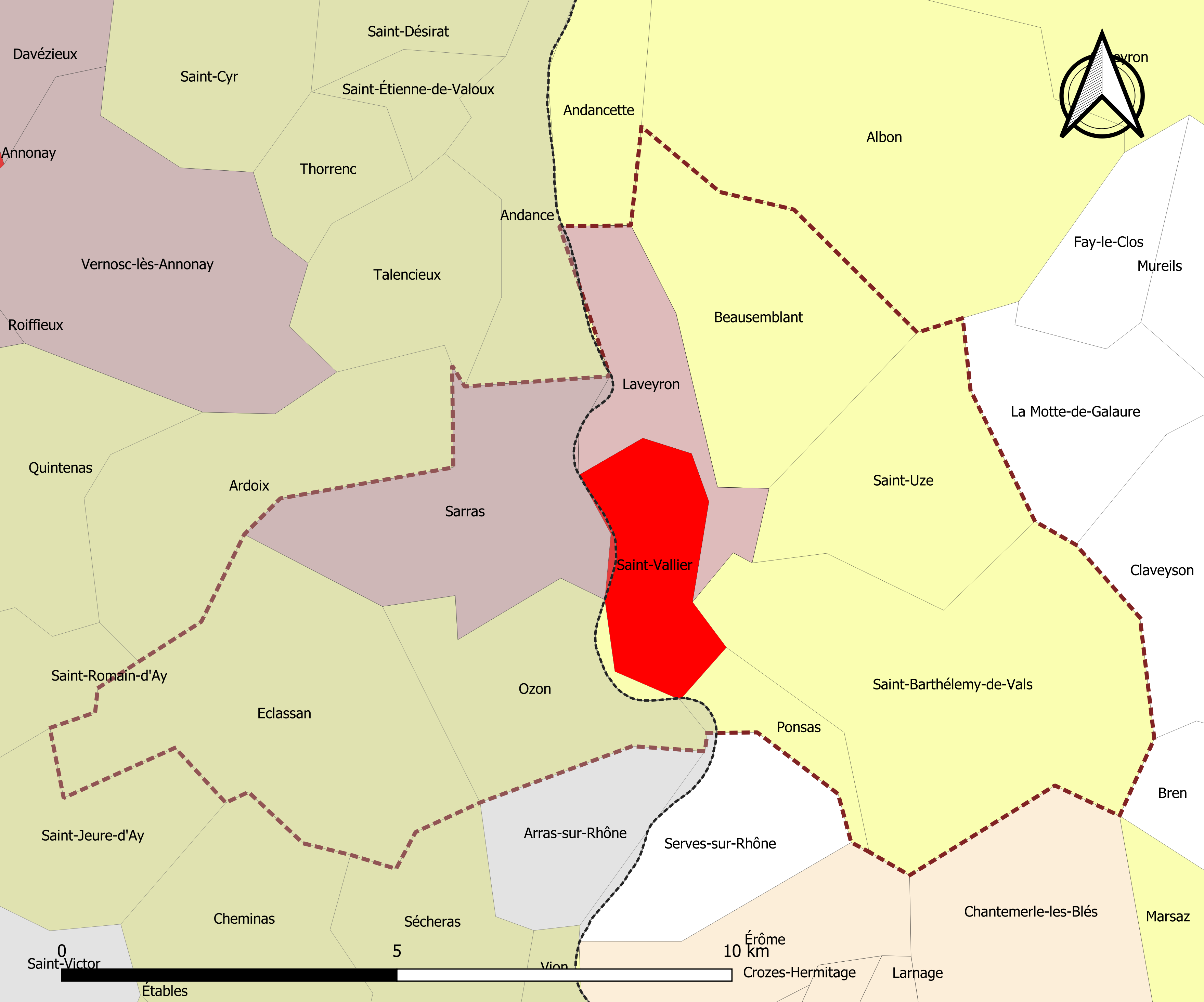
Carte de l'aire d'attraction de Saint-Vallier.
Commune-centre
Commune du pôle principal
Commune de la couronne

### Composition communale
| Nom                            | Code Insee | Département | Statut                    | Superficie (km2) | Population (dernière pop. légale) | Densité (hab./km2) | Modifier                                    |
| ------------------------------ | ---------- | ----------- | ------------------------- | ---------------- | --------------------------------- | ------------------ | ------------------------------------------- |
| Saint-Vallier (commune-centre) | 26333      | Drôme       | commune-centre            | 5,42             | 4 083 (2022)                      | 753                | modifier les données · modifier les données |
| Sarras                         | 07308      | Ardèche     | commune du pôle principal | 11,65            | 2 232 (2022)                      | 192                | modifier les données · modifier les données |
| Laveyron                       | 26160      | Drôme       | commune du pôle principal | 5,32             | 1 253 (2022)                      | 236                | modifier les données · modifier les données |
| Eclassan                       | 07084      | Ardèche     | commune de la couronne    | 15,93            | 1 046 (2022)                      | 66                 | modifier les données · modifier les données |
| Ozon                           | 07169      | Ardèche     | commune de la couronne    | 8,32             | 386 (2022)                        | 46                 | modifier les données · modifier les données |
| Beausemblant                   | 26041      | Drôme       | commune de la couronne    | 11,67            | 1 453 (2022)                      | 125                | modifier les données · modifier les données |
| Ponsas                         | 26247      | Drôme       | commune de la couronne    | 2,71             | 527 (2022)                        | 194                | modifier les données · modifier les données |
| Saint-Barthélemy-de-Vals       | 26295      | Drôme       | commune de la couronne    | 20,27            | 1 852 (2022)                      | 91                 | modifier les données · modifier les données |
| Saint-Uze                      | 26332      | Drôme       | commune de la couronne    | 10,10            | 2 129 (2022)                      | 211                | modifier les données · modifier les données |

## Démographie
Cette aire est catégorisée dans les aires de moins de 50 000 habitants, une catégorie qui regroupe 12,2 % de la population au niveau national,.